# Étienne de La Boétie
Étienne de La Boétie (n. 1 noiembrie 1530, Sarlat, Aquitaine, Franța – d. 18 august 1563, Le Taillan-Médoc, Aquitaine, Franța) a fost un scriitor umanist și poet francez, născut la 1 noiembrie 1530 la Sarlat, un oraș din sud-estul Périgord și decedat la 18 august 1563 la Germignan, în orașul Taillan-Médoc, lângă Bordeaux. La Boétie este renumit pentru Discursul său despre slujirea voluntară. Din 1558 a fost un apropiat al lui Montaigne, care i-a adus un omagiu postum în Eseurile sale. 